# Park im. 1 Maja w Łodzi
Park im. 1 Maja, Stawy Stefańskiego – obiekt rekreacyjny, mieszczący się w Łodzi w dzielnicy Łódź Górna, na terenie Rudy Pabianickiej, pomiędzy ulicami Rudzką, Farną, Patriotyczną i Głębinową.

## Opis
Na terenie parku znajduje się staw o powierzchni 11,4 ha, stanowiąc poszerzenie koryta rzeki Ner. Niegdyś staw był prywatną własnością i wchodził w skład folwarku Ruda. W sąsiedztwie znajdował się dworek. Po pierwszej wojnie światowej staw został wykupiony przez prywatnego przedsiębiorcę, Stefańskiego. Wskutek prowadzonej eksploatacyjnej gospodarki większość bytujących tu zwierząt wyginęła bądź opuściła te tereny. Z roku na rok zanieczyszczenie stawu zwiększało się i wymagał on gruntownego oczyszczenia. Dokonali tego później okupanci.
Po zakończeniu II wojny światowej Ruda Pabianicka znalazła się w granicach miasta Łodzi, a park stał się obiektem zainteresowania władz miasta. W kilka lat po wojnie postanowiono o wybudowaniu ośrodka wypoczynkowego w Rudzie Pabianickiej. Część terenów od strony zachodniej przeznaczono pod park. Wybudowano drogi, posadzono drzewa i krzewy. W 1949 roku rozpoczęto budowę kąpieliska. Pogłębiono staw, a z wydobytego piachu usypano górę saneczkową, natomiast stajnie z dawnego folwarku przekształcono w szatnie dla gości spędzających czas nad wodą. Powstał również drugi, mniejszy staw, pełniący rolę osadnika i zarybiony. Prace zakończono w 1951 roku. Ułożono nawierzchnię bitumiczną w alejach parkowych, wyremontowano restauracje i inne budynki.
Staw pokrywa się z korytem rzeki Ner, rozciąga się na długości 2,5 km i szerokości do 165 m, głębokość od 1 m do 4 m.
Zaraz po wejściu do parku oczom ukazuje się szerokie lustro wody, otoczone wieńcem starych drzew, przeważa olcha czarna, wierzby białe, odmiana złota zwisająca. Oprócz tych drzew jest brzoza, różne topole, kasztanowce. W parku znajduje się wiele pomników przyrody między innymi topola o obwodzie 4,45 m czy wierzba płacząca, która zasługuje na uznanie ze względu na swoje rozmiary i kształt. Z roślin wodnych znajdują się tu żółte grążele oraz rdestnica grzebieniasta.
W 1961 roku harcerze otworzyli tu swoją stanicę wodną, obecnie już nieistniejącą. Działa natomiast przystań i szkutnia Klubu Sportów Wodnych „Łódź-Ruda”. Aktualnie obiektem administruje MOSiR w Łodzi.
Od 2009 roku park znajduje się w granicach Zespołu Przyrodniczo-Krajobrazowego „Ruda Willowa”.